# Паррено, Филипп
Филипп Паррено (Philippe Parreno, род. 1964, Оран, Алжир, живёт и работает в Париже, Франция) — современный французский художник.

## Образование
- Ecole des Beaux Arts de Grenoble
- Institut des hautes études en arts plastiques, Пале де Токио, Париж

## Творчество
- Творческая практика Филиппа Паррено в значительной степени характеризуется сотрудничеством. На протяжении последних пятнадцати лет он работал с такими художниками как Пьер Юиг, Дуглас Гордон, Лиам Гиллик, Carsten Holler, Риркрит Тиравания, с дуэтом Inez van Lamsweerde и Vinood Matadin, фирмой графического дизайна M/M Париж, режиссёром Charles de Meaux, архитектором Francois Roche.
- Филипп Паррено создаёт произведения, размывающие границы между реальностью и фикцией. Работая с различными медиа, включая скульптуру, графику, кино, перформанс, художник стремится переоценить природу реальности, памяти и течения времени.
- Черно-белый фильм Vicinato-1 (1995) состоит из нескольких глав и был создан совместно Carsten Holler, Филиппом Паррено и Риркритом Тиравания в Милане в 1995. Сценарий основан на разговоре, произошедшем между художниками. У фильма нет настоящего начала и конца, каждый актёр представляет одного из художников, съёмка проходила на крыше дома.
- Фильм Stories are Propaganda, созданный с Риркритом Тираванией, демонстрировался на Лионской биеннале в 2005. Он был снят в Гуанчжоу, самом урбанизированном районе Китая, и передаёт их скитания и мысли, задающие странный меланхоличный тон фильма. Фильм сделан из неподвижных кадров — тв-шоу, кролик-альбинос, снеговик из песка. Голос ребёнка за кадром вспоминает старые добрые времена «до того как каппучино и суши и руккола стали глобальными, когда каждую секунду личность не была героем, до того как музыка стала саундтреком». В инсталляции устаревший признак кино, красный бархатный занавес, контрастирует с названием, которое как граффити нанесено прямо на занавес.
- Фильм The dream of a thing (2001), находится в коллекции Музея Гуггенхайма. Демонстрация этого фильма менялась в зависимости от места экспозиции. В галереях Фильм был частью инсталляции: зрителю предлагался вид норвежского склона под музыку французского композитора Edgar Varse, рядом с проекцией — светящаяся в темноте надпись с названием работы. Пять белых панелей обнаруживались после того, как фильм заканчивался и свет зажигался, это повторение «Белой живописи» (1951) Роберта Раушенберга. На протяжении 4 минут 33 секунд до того, как фильм начнётся снова, зритель мог пережить опыт схожий с восприятием произведения Джона Кейджа 4’33(1962). Сам фильм также демонстрировался в кинотеатрах Швеции в 2001 в блоке рекламы перед фильмами. Повторяя продолжительность рекламы, он был вмешательством в мир коммерции и развлечения.
- Серия светящихся в темноте плакатов Fade to Black (2003)‚ показанная в Kunstverein в Мюнхене, представляла мотивы прошлых проектов Филиппа Паррено, которые становились невидимыми, когда свет в галерее включался.
- Память и субъективные проекции играют роль для Паррено более важную, чем объект сам по себе. Фильм The Boy from Mars (2003) демонстрировался в Friedrich Petzel Gallery в Нью-Йорке в 2005. Паррено оставил DVD с фильмом в шкафу на выставке (в качестве подарка для посетителей). Фильм The Boy from Mars исчезал через два дня после извлечения из упаковки и формировал произведение наравне со шкафом, который блокировал вход на выставку в галерею. Шкаф мог быть открыт с использованием спрятанного механизма, если зритель мог найти его, и предлагал доступ в комнату, в которой демонстрировалась совместная работа Паррено и Тиравании.
- Фильм Zidane, a 21st century portrait (2006), находится в коллекции Музея Гуггенхайма. Фильм — результат совместной работы Дугласа Гордона и Филиппа Паррено. Это рассказ о звезде французского футбола Зидане. Состоящий из записей 17 синхронизированных камер, установленных вокруг стадиона, фильм показывает Зидана с разных точек, вблизи и издали, фокусируясь на нём даже когда основное действие матча разворачивается в другом месте поля.
- В 2007 Паррено презентовал проект What do you believe, your eyes or my words?, в котором изучает субъективность реального опыта. Паррено выступил с лекцией перед колонией пингвинов Магеллана на пляже в Патагонии. В качестве документации события на выставке в галерее Haunch of Venison предлагались фотографии и аудиозапись. Также экспозиция была дополнена серией из пяти светящихся рисунков, сделанных в стиле мультфильмов. Рисунки заменялись каждый день, каждый кадр заменялся следующим, напоминая замедленную анимацию на протяжении работы выставки. Под потолком галереи было тёмное облако из многочисленных шаров, наполненных гелием, по форме повторяющих области для текста в комиксах. В предыдущем опыте со Speech Bubbles Паррено использовал белые шары, призывая зрителя проецировать собственные высказывания на пустом формы. В чёрном цвете воздушные шары скорее предполагают зловещие слова и тёмные мыслям, невозможность общения.
- Для выставки в галерее Pilar Corrias в 2008 Паррено создал большую алюминиевую скульптуру заснеженной ёлки. Названная Fraught Times: For Eleven Months of the Year it’s an Artwork and in December it’s Christmas, работа действует как декоративный предмет и как объект предлагающий расширить понимание времени в процессе метафорической игры.
- Центральное место в практике Паррено занимает его стремление к высшей форме общения, способности преодолеть язык. Художник сотрудничает с Miquel Barceló над проектом The Cephalopod Project — исследование класса беспозвоночных, способных общаться изменяя рисунок и цвет кожи.

## Персональные выставки
- 2009 Serpentine Gallery Архивная копия от 21 апреля 2009 на Wayback Machine, Лондон
- 2009 May, Kunsthalle Zurich, Цюрих
- 2009 Centre Georges Pompidou (недоступная ссылка), Париж
- 2008 Philippe Parreno Архивная копия от 28 февраля 2009 на Wayback Machine, Pilar Corrias Gallery, Лондон
- 2008 Suicide in Vermillon Sands, Friedrich Petzel Gallery, Нью-Йорк
- 2007 The Ultrasonic Scream of the Squirrel, Air de Paris
- 2007 Philippe Parreno, Esther Schipper, Берлин
- 2007 Philippe Parreno, Haunch of Venison, Лондон
- 2006 Philippe Parreno, Esther Schipper, Берлин
- 2006 The Boy from Mars, Center for Contemporary Art, CCA Kitakyushu, Kitakyushu
- 2005 Media Series — Philippe Parreno, The Boy from Mars — Saint Louis Art Museum, Saint Louis, MO
- 2005 Philippe Parreno — Atlas of Clouds — 1301PE, Лос-Анджелес
- 2005 Philippe Parreno — Friedrich Petzel Gallery, Нью-Йорк
- 2004 Philippe Parreno — Kunstverein München, Мюнхен
- 2003 Philippe Parreno — The Sky of The Seven Colors — Center for Contemporary Art, CCA Kitakyushu, Kitakyushu
- 2002 Alien seasons, Musée d´Art Moderne de la Ville de Paris, Париж
- 2002 Philippe Parreno — Portikus, Франкфурт
- 2001 MMP — Philippe Parreno — Moderna Museet, Стокгольм
- 2000 One Thousand Pictures from One Thousand Walls — 1997—2000, Musée d´Art Moderne et Contemporain, Женева
- 1996 Philippe Parreno — Corvi-Mora, Лондон
- 1995 Philippe Parreno — Kunstverein in Hamburg, Гамбург
- 1995 Philippe Parreno : Snow Dancing — Le Consortium, Дижон

## Публичные коллекции
- FRAC — Poitou-Charentes, Angoulême
- Le Consortium, Дижон
- FRAC — Bourgogne, Дижон
- FRAC — Nord-Pas de Calais, Dunkerque
- Musée d’Art Contemporain Lyon, Леон
- FRAC — Provence-Alpes-Côte d’Azur, Марсель
- FRAC — Lorraine, Metz
- FRAC — Languedoc-Roussilon, Montpellier
- FRAC — Rhône-Alpes, IAC — Institute d`art contemporain, Villeurbanne
- Daimler Contemporary Daimler Contemporary, Берлин
- 21st Century Museum of Contemporary Art — Kanazawa, Kanazawa
- MUDAM — Musée d’Art Moderne Grand-Duc Jean, Люксембург
- Mamco — musée d´art moderne et contemporain, Женева
- PinchukArtCentre, Киев
- Tate Britain, Лондон
- Museum of Contemporary Art — North Miami (MOCA), Майями
- Solomon R. Guggenheim Museum, Нью-Йорк